# Мекенхајм (Рајнланд)
Мекенхајм (њем. Meckenheim) град је у њемачкој савезној држави Северна Рајна-Вестфалија. Једно је од 19 општинских средишта округа Рајн-Зиг. Према процјени из 2010. у граду је живјело 24.500 становника. Посједује регионалну шифру (AGS) 5382032, NUTS (DEA2C) и LOCODE (DE MEC) код.

## Географски и демографски подаци
Мекенхајм се налази у савезној држави Северна Рајна-Вестфалија у округу Рајн-Зиг. Град се налази на надморској висини од 180 метара. Површина општине износи 34,8 km². У самом граду је, према процјени из 2010. године, живјело 24.500 становника. Просјечна густина становништва износи 704 становника/km².

## Међународна сарадња
| Мјесто        | Држава    | Врста сарадње | Од    |
| ------------- | --------- | ------------- | ----- |
| Ле Ме сир Сен | Француска | партнерство   | 1988. |
| Извор         |           |               |       |